# Belfort-sur-Rebenty
Belfort-sur-Rebenty é uma comuna francesa na região administrativa de Occitânia, no departamento de Aude. Estende-se por uma área de 5,24 km². Em 2010 a comuna tinha 26 habitantes (densidade: 5 hab./km²).